# جيسي ستون (موسيقي)
جيسي ستون (بالإنجليزية: Jesse Stone)‏ هو موسيقي ومنتج أسطوانات وعازف بيانو وكاتب أغاني أمريكي، ولد في 16 نوفمبر 1901 في أتشيسون في الولايات المتحدة، وتوفي في 1 أبريل 1999 في ألتامونت سبرنغز في الولايات المتحدة.

## وصلات خارجية
- الموقع الرسمي
- جيسي ستون على موقع ميوزك برينز (الإنجليزية)
- جيسي ستون على موقع ميوزك برينز (الإنجليزية)
- جيسي ستون على موقع قاعدة بيانات برودواي على الإنترنت (الإنجليزية)
- جيسي ستون على موقع أول ميوزيك (الإنجليزية)
- جيسي ستون على موقع أول ميوزيك (الإنجليزية)
- جيسي ستون على موقع ديسكوغز (الإنجليزية)
- جيسي ستون على موقع ديسكوغز (الإنجليزية)